# Fijós (Lugo)
Fijós (llamada oficialmente Santa Marta de Fixós) es una parroquia y una aldea española del municipio de Lugo, en la provincia de Lugo, Galicia.

## Organización territorial
La parroquia está formada por cuatro entidades de población:
- Fixós
- Portoganoi
- Reboredo
- Santa Marta

## Demografía

### Parroquia
| Gráfica de evolución demográfica de Fijós (parroquia) entre 2000 y 2020 |
|                                                                         |
| Datos según el nomenclátor publicado por el INE.                        |

### Aldea
| Gráfica de evolución demográfica de Fixós (aldea) entre 2000 y 2020 |
|                                                                     |
| Datos según el nomenclátor publicado por el INE.                    |